# We Run the Night
"We Run the Night" é uma canção da DJ australiana Havana Brown. A faixa foi escrita e produzida por Cassie Davis e Snob Scrilla, ambos fazem parte da dupla More Mega. "We Run the Night" foi lançada através de download digital em 29 de abril de 2011 pela gravadora Island Records. A música recebeu revisões mistas dos críticos musicais especializados. Atingiu a 5ª posição na Austrália e recebeu o certificado de platina triplo no país.
A versão norte-americana da canção teve a participação de RedOne na produção da música, e do rapper Pitbull. Esta versão, foi lançada no Canadá e nos Estados Unidos em 14 de novembro de 2011.

## Desempenho nas paradas musicais
| Parada (2011-12)                | Melhor posição |
| ------------------------------- | -------------- |
| Austrália - ARIA Charts         | 5              |
| Austrália - ARIA Dance          | 1              |
| Bélgica - Ultratop 40 (Valônia) | 45             |
| França - SNEP                   | 37             |
| Nova Zelândia - RIANZ           | 5              |

| Parada (2012)                         | Melhor posição |
| ------------------------------------- | -------------- |
| Canadá - Canadian Hot 100             | 48             |
| Eslováquia - IFPI Slovenská Republika | 16             |
| Estados Unidos - Billboard Hot 100    | 26             |
| Estados Unidos - Hot Dance Club Songs | 1              |
| Estados Unidos - Pop Songs            | 16             |
| Noruega - VG-lista                    | 17             |
| Roménia - Romanian Top 100            | 50             |

| Parada (2011)           | Melhor posição |
| ----------------------- | -------------- |
| Austrália - ARIA Charts | 40             |

| \| País \| Certificação \| \| ------------------------- \| ------------ \| \| Austrália - ARIA[14] \| 3× Platina \| \| Nova Zelândia - RIANZ[15] \| Platina \| |              |
| País | Certificação |
| Austrália - ARIA | 3× Platina   |
| Nova Zelândia - RIANZ | Platina      |

| País                  | Certificação |
| --------------------- | ------------ |
| Austrália - ARIA      | 3× Platina   |
| Nova Zelândia - RIANZ | Platina      |